# George Frederick Watts

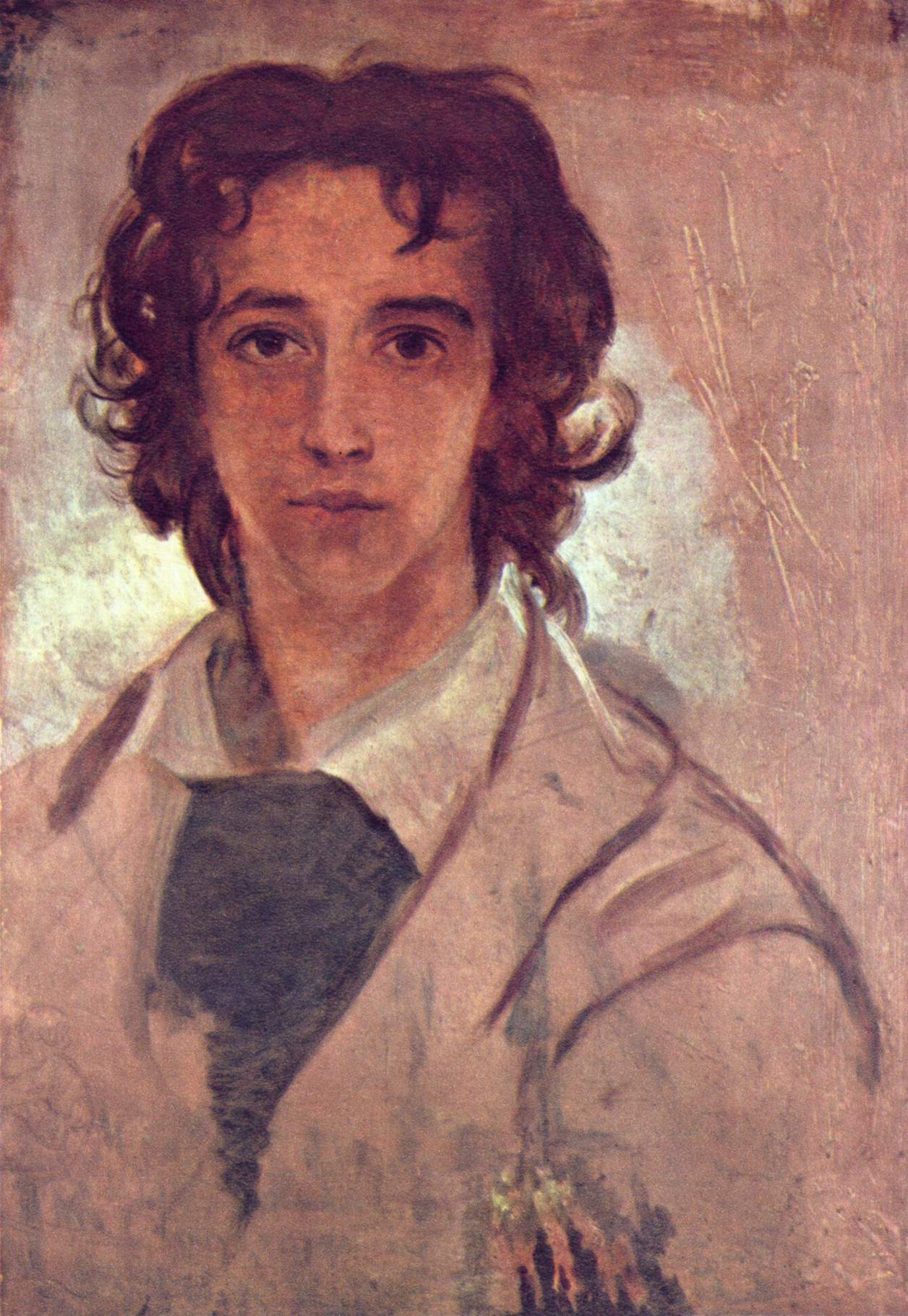
Autorretrato de George Frederick Watts.

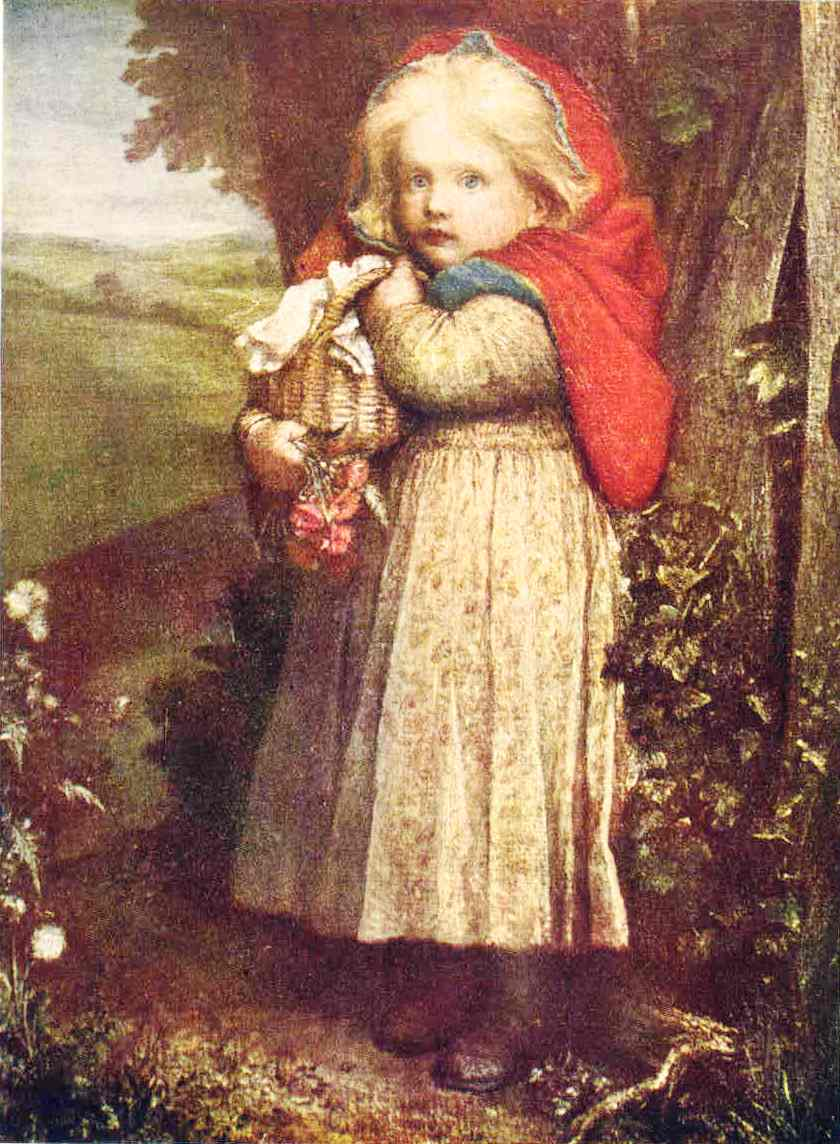
Little Red Riding Hood.

George Frederick Watts (23 de febrero de 1817 - 1 de julio de 1904) fue un popular pintor y escultor inglés victoriano asociado con el movimiento simbolista.
Watts llegó a ser famoso durante su vida debido a sus trabajos alegóricos, tales como Hope (Esperanza) y Love and Life (Amor y Vida). Estas pinturas fueron pensadas para formar parte de un ciclo épico simbólico llamado House of Life (La Casa de la Vida), en la que todas las emociones y aspiraciones de la vida serían representadas en una lengua simbólica universal.

## Sus primeros años
Nació en Marylebone, Londres, en el hogar de un humilde fabricante de pianos. Se interesó por las artes desde muy joven, aprendiendo escultura a los 10 años de edad con William Behnes e inscribiéndose como alumno de la Real Academia de Arte a los 18. Obtuvo su primer reconocimiento por un dibujo titulado Caractacus, que participó en una competencia de diseño de murales para el nuevo Palacio de Westminster en 1843. Watts ganó un primer premio en la competencia, creada para promover pinturas narrativas sobre temas patrióticos, apropiados a la legislatura de la nación. Finalmente Watts hizo solo una pequeña contribución a las decoraciones de Westminster, pero desde entonces concibió su visión de una edificación cubierta con murales como representación de la evolución espiritual y social de la humanidad.
Al visitar Italia a mediados de los años 40, Watts fue inspirado por la Capilla Sixtina de Miguel Ángel y por la Capilla de los Scrovegni de Giotto, pero de regreso en Gran Bretaña no consiguió una construcción en la que llevar a cabo su plan. En consecuencia, la mayoría de sus más grandes trabajos son pinturas al óleo convencionales, algunas de las cuales fueron pensadas como estudios para la "Casa de la Vida".

## Madurez
En los años 60, el trabajo de Watts muestra la influencia de Rossetti, acentuando a menudo placer sensorial y riqueza en el color. Entre estas pinturas hay un retrato de su joven esposa, la actriz Ellen Terry, quien era casi 30 años menos que él, estando a sólo siete días de su decimoséptimo cumpleaños cuando se casaron el 20 de febrero de 1864. Cuando ella escapó con otro hombre luego de menos de un año de matrimonio, Watts se vio obligado a divorciarse (aunque este proceso no estuvo completo hasta 1877). En 1886 volvió a casarse, esta vez con Mary Fraser Tytler, una diseñadora y alfarera escocesa.
La asociación de Watts con Rossetti y el Esteticismo se modificó en los años 70, cuando su trabajo comenzó cada vez más a combinar tradiciones clásicas con una deliberadamente agitada y perturbada superficie, para sugerir las dinámicas energías de la vida y la evolución. Estos trabajos formaron parte de una versión revisada de la "Casa de la Vida", influenciada por las ideas de Max Müller, fundador de la religión comparativa. Watts buscaba rastrear el desarrollo de la "mitología de las razas (del mundo)" en una gran síntesis de ideas espirituales y ciencia moderna, especialmente la evolución darwiniana.
En 1881, habiéndose mudado a Londres, instaló un estudio en su hogar en Little Holland House en Kensington, y sus pinturas épicas fueron exhibidas en Whitechapel por su amigo y reformador social Samuel Barnett. Habiendo rechazado el rango de baronet que le ofreció la Reina Victoria, se mudó luego a la casa 'Limnerslease', cerca de Compton, sur de Guildford, en Surrey.
Tras mudarse a Limnerslease en 1891, Watts y su esposa Mary planificaron la construcción de la Galería Watts en las cercanías, un museo dedicado a su trabajo, y la primera (y única aún) galería en Gran Bretaña dedicada a un único artista y construida con tal fin. Abrió sus puertas en abril de 1904, poco después de la muerte del artista. Mary diseñó la capilla mortuoria que se encuentra en los alrededores. Muchas de sus obras pueden encontrarse en la Galería Tate. Donó 18 de sus obras simbólicas a Tate en 1897, y tres más en 1900. Fue elegido académico de la Real Academia en 1867 y aceptó la Order of Merit en 1902.
En sus obras tardías, las inspiraciones creativas de Watts mutaron a imágenes místicas, como en el caso de The Sower of the Systems, en el cual parece anticipar el arte abstracto. Esta pintura representa a Dios como una forma apenas visible sobre un patrón de estrellas y nebulosas. Algunos otros trabajos tardíos de Watts también parecen anticipar las pinturas de periodo azul de Pablo Picasso.
Watts fue también admirado como pintor de retratos. Retrataba a los más importantes hombres y mujeres de la época. Muchos de estos retratos forman parte actualmente de la colección de la Gallería Nacional de Retratos de Londres. 17 fueron donadas en 1895, y más de 30 obras adicionales fueron agregadas subsecuentemente. En sus retratos Watts buscaba crear tensión entre estabilidad disciplinada y el poder de la acción. Entre los retratados se encuentran Charles Dilke, Thomas Carlyle y William Morris.
Durante sus últimos años incursionó en la escultura. Su obra más famosa, una gran estatua de bronce de nombre "Energía Física", representa a un hombre desnudo sobre el lomo de un caballo protegiendo sus ojos del sol, y mirando al frente. Fue creado originalmente para ser dedicado a Mahoma, Atila, Tamerlán y Gengis Kan, considerados por Watts como perfectos ejemplos de la cruda voluntad de poder. Una copia de la misma fue colocada en el Rhodes Memorial en Ciudad del Cabo, Sudáfrica, honrando la visión imperial de Cecil Rhodes. El ensayo de Watts "Our Race as Pioneers" (Nuestra raza como pioneros) muestra su apoyo al imperialismo, el que él creía una fuerza progresiva. Hay también una copia de este trabajo en los Jardines Kensington de Londres, mirando hacien el lado noroeste del lago Serpentine.
Varias biografías reverenciales de Watts fueron escritas poco tiempo después de su muerte. Con el surgimiento del Modernismo, de todas formas, su reputación declinó. En su comedia "Freshwater", Virginia Woolf lo retrataba en forma satírica, un enfoque utilizado también por Wilfred Blunt, encargado de la Galería Watts, en su biografía "El Miguel Ángel de Inglaterra". En el centenario de su muerte, Veronica Franklin Gould publicó "G.F. Watts, El Último Gran Victoriano", un estudio mucho más positivo de su trabajo y vida.
Blunt fue sucedido como encargado de la Galería Watts por Richard Jeffries, una de las mayores autoridades en Watts, quien se retiró a fines de marzo de 2006, y fue reemplazado por Mark Bills.